# Juanjo Mier Cáraves
Juan José Mier Cáraves (Alles, 28 de abril de 1947 — Santander, 7 de agosto de 1997) fue un compositor, profesor y pedagogo español. Es conocido por su labor musical y pedagógica en Cantabria, así como por el estreno de diferentes obras de cámara y sinfónicas en la región. Obtuvo diversos premios de composición en su obra para órgano.

## Vida
Nacido en Alles, Asturias, en 1947, Mier se trasladó con su familia a Santander en 1955. Estudió Filosofía y Teología en la Universidad Pontificia de Roma y en la Universidad de Barcelona. 
Su formación musical incluyó estudios en Santander con Remedios Bacigalupi y Alicia Alonso, y en Bilbao con Juan Cordero y Rafael Castro. Más tarde, perfeccionó su técnica compositiva con Leo Brouwer en Veruela. Aunque comenzó a componer antes de 1991, fue en el Conservatorio Juan Crisóstomo de Arriaga donde obtuvo dos veces el Premio de Honor, en 1993 y 1995, este último al finalizar sus estudios de composición.
Mier fue profesor de Armonía, Contrapunto y Fuga, Piano y Composición. En 1980, fundó la Escolanía Santa María de Cueto. Entre 1992 y 1997, compuso alrededor de cincuenta obras, incluyendo piezas para órgano, cuartetos de cuerda y obras sinfónicas. Su música, comprometida y arraigada en la cultura popular, fusiona tradición y vanguardia con un lenguaje musical personal.
Falleció el 28 de abril de 1997 en la playa de Liencres, Cantabria.

## Estrenos e interpretaciones
Las obras compuestas por Juanjo Mier han sido estrenadas e interpretadas en festivales como el Festival Internacional de Santander, por grandes intérpretes. Entre estas interpretaciones cabe destacar:
- Cuarteto n.º 1. Estrenado por los Virtuosos de Moscú.
- Cuarteto n.º 2. Interpretado por el Cuarteto Parisii, el Cuarteto Chilingirian o el Cuarteto Paul Klee.

## Discografía
La FundaciónMarcelinoBotín ha grabado diversas obras de este compositor en su iniciativa por fomentar y poner en valor la creación e interpretación musical en Cantabria.
- Antología I de los compositores cántabros: "Trío Homenaje a Roberto Gehrard". Intérpretes: TríoMompou
- Antología II de los compositores cántabros: "Sueños descifrados" para guitarra sola. Intérprete: MiguelTrápaga
- Antología VI de los compositores cántabros: "Cuarteto Nº2" para cuarteto de cuerda. Intérpretes: CuartetoArsHispánica
- Antología IX de los compositores cántabros: "Tema y Variaciones sobre "No se va la Paloma"". Intérpretes: María Sainz San Emeterio y Pablo Vallejo.
- Antología XI de los compositores cántabros: "Santa María", obra para órgano. Intérprete: Luis Mazorra Incera.

El Centro Social Bellavista publicó en 1999 la obra de piano del compositor, en agradecimiento y homenaje a Juanjo Mier.
- Obra de piano de Juan José Mier. Intérprete: AnandaSukarlan

La Real Sociedad Menéndez Pelayo edita en 2017, dentro de las actividades conmemorativas por el 20 Aniversario de Juanjo Mier, y gracias a la cesión por parte de la Fundación Marcelino Botín de la grabación del concierto celebrado el 19 de diciembre de 2011 en el salón de actos de su sede en Santander, un CD de Antología de compositores de Cantabria con el título: "Música de cámara para viento".
- Antología de compositores de Cantabria, Música de cámara para viento: "Cuarteto Nº1" para cuarteto de viento. Intérpretes: Paula Mier, flauta; José Ferrer Enguídanos, flauta; Ana Pérez Marín, clarinete y Marta Álvarez, fagot.

La Asociación Cultural Peonza, edita en 2017, dentro de las actividades conmemorativas por el 20 Aniversario de Juanjo Mier, un CD, incluido como regalo a sus suscriptores, dentro del número 121 de su revista monográfica dedicada a la música en la literatura infantil y juvenil.
- Juan José Mier: "Cantinelas, quimeras, peonzas... de pequeños". Incluye la grabación original para la exposición del décimo aniversario de la revista Peonza en 1997, interpretada por: Paula Mier, flauta; Laura Mier, violín; Isabel Mier, violonchelo y Rosa Goitia, piano, y una nueva grabación de 2017 exclusiva para la edición de este número de la revista, interpretada por: Paula Mier, flauta y el Trío Malats, formado por Víctor Martínez, violín; Alberto Gorrochategui, violonchelo y Carlos Galán, piano.

## Premios y nominaciones
| Año  | Trabajo Nominado                   | Premio                                                         | Categoría        | Resultado     |
| 1993 | A tientas o Cuatro Gestos de Ángel | XIV Concurso Internacional de Composición Cristóbal Halffter   | Obra para órgano | Accésit       |
| 1996 | En tono de Salmos                  | XVII Concurso Internacional de Composición Cristóbal Halffter  | Obra para órgano | Accésit       |
| 1997 | El Cántico de los Tres Jóvenes     | XVIII Concurso Internacional de Composición Cristóbal Halffter | Obra para órgano | Primer Premio |

## Reconocimientos sociales recibidos
- El ayuntamiento de Santander y el ayuntamiento de Santa Cruz de Bezana crearon sendas calles con su nombre.
- El compositor Antonio Noguera escribió una sonata para piano denominada In memorian Juanjo Mier que ha sido galardonada con el premio Valcárcel de la Fundación Botín.
- El IES Leonardo Torres Quevedo de Santander ha creado el Aula de Arte Juanjo Mier.
- El Festival Internacional de Santander creó en 2007 el Memorial Juanjo Mier para conmemorar el décimo aniversario de su muerte. Saki Aoki, Javier Gastón y José Manuel Azcue interpretaron tres de sus obras para órgano y el cuarteto inglés Chilingirian interpretó el cuarteto de cuerda nº 2
- Se creó la Cátedra de órgano Juanjo Mier con dos fines: por un lado, se pretendía la formación de organistas y por otro, la difusión de la música creada para este instrumento a lo largo de la historia.Logotipo del 20 aniversario de Juan José Mier

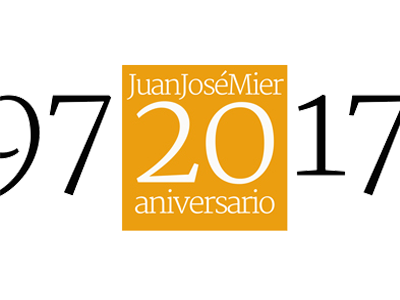
Logotipo del 20 aniversario de Juan José Mier

- Durante todo el año 2017 se han realizado diferentes eventos, con la colaboración de instituciones, profesionales y personalidades del ámbito de la cultura, con motivo de la conmemoración del 20 aniversario del fallecimiento del compositor. En total, 25 eventos de diferente naturaleza, conciertos, cursos, charlas, investigaciones, representaciones teatrales y de danza, han conformado este 20 aniversario.